# Cerro Llixar
Cerro Llixar är ett berg i Bolivia.   Det ligger i departementet Potosí, i den sydvästra delen av landet, 400 km sydväst om huvudstaden Sucre. Toppen på Cerro Llixar är 5 468 meter över havet.
Terrängen runt Cerro Llixar är kuperad åt nordost, men åt sydväst är den bergig. Cerro Llixar är den högsta punkten i trakten. Trakten runt Cerro Llixar är nära nog obefolkad, med mindre än två invånare per kvadratkilometer.. 
Trakten runt Cerro Llixar är ofruktbar med lite eller ingen växtlighet.